# STS-121
STS-114 (Полет ULF 1.1) e сто и петнадесетата мисия на НАСА по програмата Спейс шатъл, тридесет и втори полет на совалката Дискавъри и осемнадесети полет на совалката към Международната космическа станция (МКС). Това е вторият полет на космическа совалка след катастрофата на совалката Колумбия, мисия STS-107 и четвърти полет на МТМ „Леонардо“.

## Екипаж
| Пост                               | Астронавт                                                            |
| ---------------------------------- | -------------------------------------------------------------------- |
| Командир                           | Стивън Линдзи четвърти космически полет                              |
| Пилот                              | Марк Кели втори космически полет                                     |
| Специалист на мисията 1            | Майкъл Фосъм първи космически полет                                  |
| Специалист на мисията 2            | Пиърс Селърс втори космически полет                                  |
| Специалист на мисията 3            | Лайза Новак първи космически полет                                   |
| Специалист на мисията 4            | Стефани Уилсън първи космически полет                                |
| Бординженер на МКС (Експедиция 13) | при старта: Томас Райтер втори космически полет при приземяването: – |

Първоначално в екипажа влиза астронавтът Карлос Нориега, но е заменен от Пиърс Селърс по медицински причини.
Стартирайки с мисия STS-121, Томас Райтер се присъединява към екипажа на МКС Експедиция 13. След около 7 месеца в космоса се завръща в края на годината с мисия STS-116. Така след около тригодишно прекъсване екипажът на станцията става отново трима души. Последната тричленна експедиция е Експедиция 6, която се завръща на Земята на 4 май 2003 г.

## Полетът
Мисията е втората от двете предварително планирани изпитателни мисии за завръщането в полет на космическите совалки след катастрофата на „Колумбия“. Първоначално мисия STS-121 е планирано да бъде полет по обслужването на телескопа Хъбъл, за изпълнението на която е трябвало да се използва совалката „Колумбия“. След това този полет е отменен, а номерата от STS-115 до STS-120 са заети, и на тази мисия е даден първият свободен номер – STS-121.
По препоръка на комисията, разследваща катастрофата на совалката „Колумбия“ в случай на повреда на совалката Дискавъри и невъзможност за безопасно завръщане на екипажа на Земята се предвиждало той да остане на борда на МКС и да дочака спасителен полет STS-300 на совалката Атлантис.
След две отлагания поради лоши метеорологични условия совалката е успешно изстреляна на 4 юли. Две денонощия по-късно совалката се скача с МКС. На следващия ден, с помощта на Канадарм2 се скача модулът „Леонардо“ за скачващия възел на модула Юнити. На 8 юли астронавтите Пиърс Селърс и Майкъл Фосъм извършват първото излизане в открития космос, по време на което е извършен ремонт на мобилния транспортер на станцията и е изпробван удължител на робота-манипулатор Orbiter Boom Sensor System. В същия ден НАСА взема решение за удължаване на мисията с един ден и да се направи още едно (трето) извънредно излизане в открития космос. На следващия ден екипажът продължил с разтоварването на модула „Леонардо“ и подготовката за второто излизане в открития космос. Модулът носел на борда си около 3500 кг провизии, ново оборудване, научни инструменти, материали за експерименти и резервни части. На 10 юли с извършва второто излизане в открития космос. Астронавтите монтират помпа на системите за терморегулиране на външната повърхност на шлюзовия модул „Куест“. По това време екипажът на МКС товарел модула „Леонардо“ с резултатите от проведените експерименти и отработените материали и оборудване за връщане на Земята. Третото излизане е с продължителност 7 часа 11 и минути. По време на излизането астронавтите провеждат изпитания на техники за ремонт на топлозащитното покритие на совалката. Тези изпитания се провеждат в товарния отсек на совалката, където са монтирани образци от покритието. На 14 юли модулът „Леонардо“ е откачен и прибран в товарния отсек на совалката. Той е пълен с около 1800 кг товар. На следващия ден совалката се отделя от МКС и екипажът и наземния контрол започва подготовка за приземяване. На 17 юли совалката каца успешно в Космическия център „Кенеди“ във Флорида.

## Параметри на мисията
- Маса на совалката:
  - при старта: 121 092 кг
  - при приземяването: ? кг
- Перигей: 353 км
- Апогей: 354 км
- Инклинация: 51,6°
- Орбитален период: 91.6 мин

Скачване с „МКС“
- Скачване: 6 юли 2006, 14:52 UTC
- Разделяне: 15 юли 2006, 10:08 UTC
- Време в скачено състояние: 8 денонощия, 19 часа, 16 минути.

### Космически разходки
| № | Участници                   | Начало                | Край                  | Продължителност  |
| - | --------------------------- | --------------------- | --------------------- | ---------------- |
| 1 | Пиърс Селърс и Майкъл Фосъм | 8 юли 2006 13:17 UTC  | 8 юли 2006 20:49 UTC  | 7 часа 32 минути |
| 2 | Пиърс Селърс и Майкъл Фосъм | 10 юли 2006 12:14 UTC | 10 юли 2006 19:01 UTC | 6 часа 47 минути |
| 3 | Пиърс Селърс и Майкъл Фосъм | 12 юли 2006 11:20 UTC | 12 юли 2006 18:31 UTC | 7 часа 11 минути |

Това са съответно 66-, 67- и 68-мо излизане в открития космос, свързано с МКС, 38-, 39- и 40-то излизане непосредствено от МКС, 20-, 21- и 22-ро излизане от модула Куест, 4-, 5- и 6-то излизане за Пиърс Селърс и първи три за Майкъл Фосъм.

## Галерия
- Екипажът на совалката след тренировка.
- Подготовка на совалката за полет.
- Совалката на стартовата площадка.
- И през деня
- Стартът.
- Стартът.
- Стартът от друг ъгъл.
- Стартът (видеофайл).
- Пиърс Селърс и Майкъл Фосъм по време на първото си излизане в открития космос.
- Совалката, снимана от борда на МКС.
- Пиърс Селърс по време на третото си излизане в открития космос.
- Астронавтът Майкъл Фосъм по време на втората си космическа разходка.
- Майкъл Фосъм по време на третата си космическа разходка.
- МКС, снимана от борда на совалката.
- Краят на мисия STS-121.
- Друга гледна точка на приземяването.